# Cyperus fissus
Cyperus fissus är en halvgräsart som beskrevs av Ernst Gottlieb von Steudel. Cyperus fissus ingår i släktet papyrusar, och familjen halvgräs. Inga underarter finns listade i Catalogue of Life.